# Против Кинга
Против Кинга је југословенски драмски филм из 1974. године, који је режирао Драгован Јовановић, а сценарио су писали Гордан Михић и Душан Перковић.

## Радња
Деца малог града скупљају новац за чамац, који им непрестано одузима силеџија. Не знајући како да му се одупру, у болесном скитници, некадашњем боксеру, виде јунака својих снова коме пружају уточиште у нади да ће опорављен изаћи на двобој са силеџијом. Скитница прихвата борбу са много јачим противником иако је свестан да ће ту битку изгубити, али зна да ће добити љубав и поверење сина који се налазио међу децом.

## Улоге
| Глумац                     | Улога                 |
| -------------------------- | --------------------- |
| Слободан Перовић           | Роки                  |
| Бошко Божин                | Кинг                  |
| Ненад Поповић              | Рокијев син           |
| Зоран Миленковић           | Раденко - Кец         |
| Еуген Вербер               | Власник сплава        |
| Растко Тадић               | Власник моторцикла    |
| Славољуб Антић             |                       |
| Милан Буковчић             |                       |
| Владан Ћирковић            |                       |
| Стојан Дечермић            |                       |
| Миодраг Радовановић        | Кондуктер             |
| Драгољуб Гула Милосављевић | Кловн                 |
| Стеван Миња                | Месар                 |
| Бранислав Цига Миленковић  | Лопов Јоца            |
| Надежда Вукићевић          | Радница у робној кући |
| Ласло Патаки               |                       |
| Станко Ђорђевић            |                       |
| Милош Исаковић             |                       |
| Душан Милетић              |                       |
| Драган Папић               |                       |
| Мајда Ропет                | Мајда                 |
| Мира Вагић                 |                       |